# 유구마곡사로
유구마곡사로(Yugumagoksa-ro)는 충청남도 공주시 유구읍 석남삼거리와 사곡면을 잇는 도로이다.

## 주요 경유지
충청남도
- 공주시 (유구읍 . 사곡면)

## 노선
| 이름            | 접속 노선                                | 소재지 | 소재지                                      | 비고                  |
| --------------- | ---------------------------------------- | ------ | ------------------------------------------- | --------------------- |
| 석남삼거리      | 국도 제39호선 지방도 제604호선 (중앙1길) | 공주시 | 유구읍                                      | 지방도 제604호선 구간 |
| 터미널사거리    | 중앙2길                                  | 공주시 | 유구읍                                      | 지방도 제604호선 구간 |
| 유마교          |                                          | 공주시 | 유구읍                                      | 지방도 제604호선 구간 |
| 유마교삼거리    | 창말길                                   | 공주시 | 유구읍                                      | 지방도 제604호선 구간 |
| 구재            |                                          | 공주시 | 유구읍                                      | 지방도 제604호선 구간 |
| 구계삼거리      | 구계연종길                               | 공주시 | 유구읍                                      | 지방도 제604호선 구간 |
| 구제교          |                                          | 공주시 | 유구읍                                      | 지방도 제604호선 구간 |
| 운암교          |                                          | 공주시 | 유구읍                                      | 지방도 제604호선 구간 |
|                 | 사곡면                                   | 공주시 |                                             | 지방도 제604호선 구간 |
| 구계교          |                                          | 공주시 |                                             | 지방도 제604호선 구간 |
| 부곡삼거리      | 지방도 제629호선 (부곡산성로)            | 공주시 | 지방도 제604호선 구간 지방도 제629호선 구간 |                       |
| 운암삼거리      | 지방도 제604호선 (정안마곡사로)          | 공주시 | 지방도 제604호선 구간 지방도 제629호선 구간 |                       |
| 구암교          |                                          | 공주시 | 지방도 제629호선 구간                       |                       |
| (마곡사입구)    | 마곡사로                                 | 공주시 | 지방도 제629호선 구간                       |                       |
| 마곡사로와 직결 |                                          |        |                                             |                       |